# Briga de bolas de neve

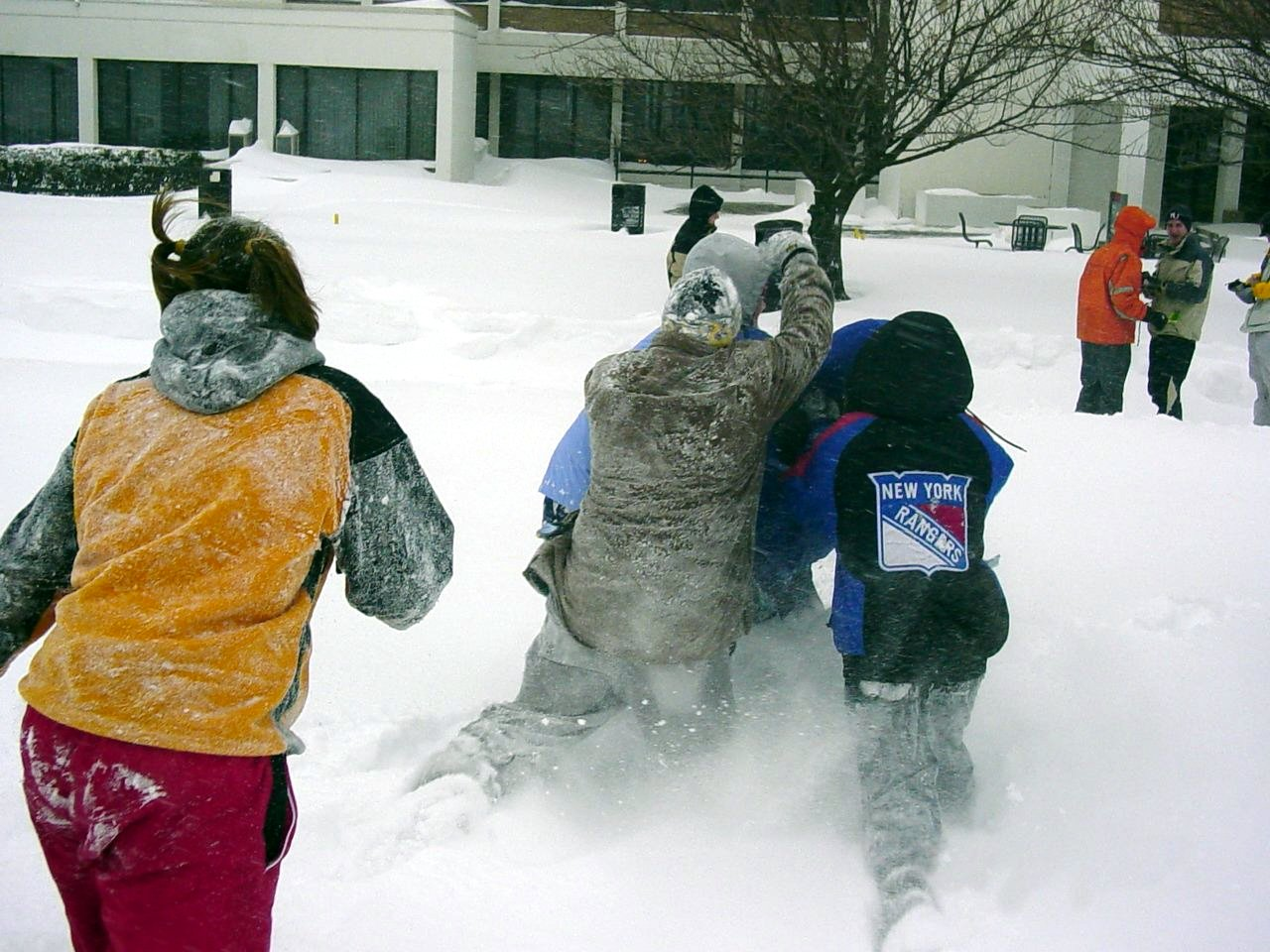
Quatro estudantes realizam um ataque coordenado durante uma briga de bolas de neve

Uma briga (ou luta) de bolas de neve é um jogo, com freqüência entre jovens que lançam bolas de neve com a intenção de que impactem contra alguém. Obviamente, esta atividade pode realizar-se somente durante os meses de inverno em regiões onde há precipitação de neve. Existe uma variante do jogo para os incansáveis, que é jogada na praia durante o verão com bolas de areia compacta.

## Regras
O jogo não tem umas regras estritas, mas existem alguns códigos que coincidem com o seguinte:
- Duas equipes que se lançam uns contra outros.
- Os implicados na luta com freqüência não se comportam malevolamente; um alvo (normalmente) não é atacado por uma onda de bolas.
- Há mínimo contacto físico, talvez algum leve forcejo.
- Em contraste com outras formas de luta, não costuma ter nem intenção nem consequências além de um resfriado.
- Costumam usar-se fortalezas de neve para se proteger.

## Código ético
Tratando-se de um jogo de crianças, e com a única finalidade de divertir-se, todos partem da base de não se fazer dano mútuo. Por isso se costumam evitar os lançamentos diretos para a cara, sendo o resto do corpo objetivo possível.

## Cultura popular

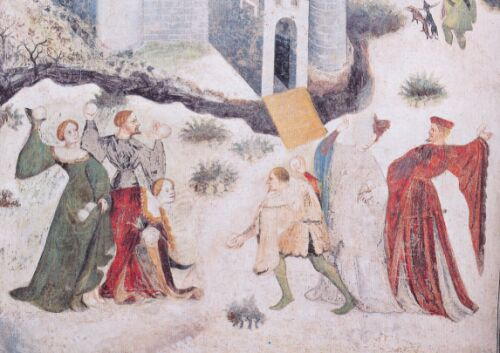
Pintura do século XV que mostra a antiguidade deste jogo

Estas lutas costumam dar-se durante todo o inverno nas zonas frias. Podem desencadear-se depois de uma pequena disputa, após alguma brincadeira ou simplesmente porque não há nada melhor do que fazer.